# Botanica marina
La botanica marina è la branca della botanica e della biologia marina che si occupa dello studio degli organismi vegetali (piante vascolari e alghe marine) che crescono in ambiente marino. Quest'ultimo comprende i fondali poco profondi in oceano aperto, la battigia, i litorali della zona intertidale le zone umide costiere e le acque salmastre degli estuari.